# ژرارد روه
ژرارد روه (هلندی: Gerard Reve؛ ۱۴ دسامبر ۱۹۲۳ – ۸ آوریل ۲۰۰۶ (سن ۸۲)) نویسنده اهل هلند بود. وی بین سال‌های ۱۹۴۷ تا ۱۹۹۸ میلادی فعالیت می‌کرد.
او همراه با ویلم فردریک هرمنز و هری مولیش، به عنوان سه نویسنده بزرگ کشور هلند به‌شمار می‌رفتند.